# Hedera azorica
Hedera azorica — є одним із видів плюща роду Hedera, який є рідним для атлантичного узбережжя, та Азорських островів.
Це вічнозелена рослина скелелаз, що росте до 20-30 метрів на відповідних поверхнях (деревах, скелях, стінах), а також зростає як ґрунтопокривна, де немає вертикальних поверхонь. Вона чіпляється за допомогою повітряних корінців до різноманітних природних підкладок.

## Поширення
Зростає на всій території Азорських островів та на атлантичному узбережжі. Також як і усі плющі, він може зростати по всій території Середземномор'я.
| Гібіскус | Це незавершена стаття про квіткові рослини. Ви можете допомогти проєкту, виправивши або дописавши її. |